# Чистов, Иван Акимович
Иван Акимович Чистов (1910—1976) — участник Великой Отечественной войны, командир пулемётного расчёта 383-го стрелкового полка 121-й стрелковой Рыльской дивизии 60-й армии Центрального фронта, старший сержант. Герой Советского Союза.

## Биография
Родился 13 (26) ноября 1910 года на хуторе Большая Фёдоровка области Войска Донского, ныне Красносулинского района Ростовской области, в крестьянской семье. Русский.
Образование начальное, окончил три класса. Работал кузнецом на Садковской МТС.
В Красной Армии с августа 1941 года. В действующей армии с января 1942 года. Член ВКП(б) с 1943 года. К сентябрю 1943 года – командир пулемётного расчёта 383-го стрелкового полка 121-й стрелковой Рыльской дивизии.
Командир пулемётного расчёта сержант И. А. Чистов особо отличился 26 сентября 1943 года при форсировании реки Днепр в районе села Глебовка Вышгородского района Киевской области Украины. С вверенным ему расчётом он в числе первых переправился через Днепр и принял участие в отражении многочисленных вражеских контратак. Тяжело раненый, он удерживал занятый плацдарм до прихода подкрепления.
Указом Президиума Верховного Совета СССР от 17 октября 1943 года «за образцовое выполнение боевых заданий командования на фронте борьбы с немецко-фашистскими захватчиками и проявленные при этом мужество и героизм» сержанту Чистову Ивану Акимовичу присвоено звание Героя Советского Союза с вручением ордена Ленина и медали «Золотая Звезда».
В апреле 1944 года во время боя взрывной волной его ранило и контузило. После лечения в госпитале на фронт уже не вернулся.
После войны был демобилизован в звании старшего сержанта. Вернулся на родину, где жил и работал председателем колхоза «Путь к коммунизму», бригадиром, мотористом.
Умер 16 мая 1976 года. Похоронен на хуторе Садки Красносулинского района Ростовской области.

## Награды
- Указом Президиума Верховного Совета СССР от 17 октября 1943 года за образцовое выполнение боевых заданий командования на фронте борьбы с немецко-фашистскими захватчиками и проявленные при этом мужество и героизм сержанту Чистову Ивану Акимовичу присвоено звание Героя Советского Союза с вручением ордена Ленина и медали «Золотая Звезда» (№ 1884).
- орден Ленина (10.01.1944)[2]
- Медаль «За отвагу» (3.9.1943)[3]

## Память
- На хуторе Садки именем Чистова названы улица и поле в колхозе.
- На Аллее Героев в городе Красный Сулин Ростовской области установлен его барельеф, также его имя присвоено городской автошколе ДОСААФ (РОСТО)[4].